# Мухи (Псковская область)
Мухи — деревня в Шиковской волости Островского района Псковской области.
Расположена в 67 км к востоку от города Острова и в 15 км к северо-востоку от волостного центра, деревни Шики.
Численность населения деревни по состоянию на 2000 год составляла 3 человека.